# Minogame

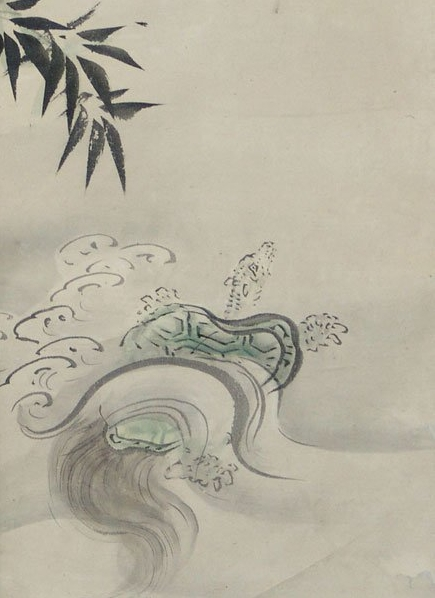
Minogame

Minogame (蓑亀) är den japanska magiska sköldpaddan, som lever i tusen år. Den är en i den andligt begåvade kvartetten med draken , Kirin och Hōō-fågeln. I Japan liksom i Kina är den inte bara härskare över alla skaldjur utan anses även vara grunden för alltings början, jämförbar med grekernas arche.  I Kina användes skalet för spådomar, eftersom det hade åtta mystiska tecken ingraverade. Liksom de andra tre fabeldjuren har fått ny tradition i Japan, har sköldpaddan kanske särskilt tilltalat det japanska kynnet. 
Japanerna ser de sex kardinaldygderna inskrivna på minogames rygg: vänskap, visdom, trohet, välgörenhet, uppriktighet och begrundan. Som en av de fyra kardinalpunkternas djur, föreställde den vinter och norr och avbildades som sådan omringlad av en orm. Det var en allmän uppfattning att alla sköldpaddor var honor och endast parade sig med ormen eller ödlan. Att kalla någon för sköldpadda togs som den grövsta förolämpning och höra sig för om risken för regn ansågs också för dålig smak, eftersom det var något som bara sköldpaddan kände till. Sköldpaddan och ormen var helt klart knutna till astrologi. Japanerna beskriver nämligen Myoken Bosatsu, Nordanguden personifierad av Polstjärnan, som stående på en sköldpadda och en orm. Stearinjus i form av en trana som står på en sköldpadda är en vanlig syn på buddhistiska altare och små levande sköldpaddor säljs vid tempel för att släppas fria.
Japanerna ha många symboler för ett långt och lyckligt liv. Det kan vara en räka med sin (av ålder) krökta rygg.  Minogame och tsuru (tranan) är dock utan tvekan de mest populära. I avbildningar uttrycks detta genom att en sköldpaddan som minogame förses med en lång och bred svans av påväxt sjögräs. 
En av Japans mest kända legender är den om fiskaren Urashima Tarō, som släppte en fångad sköldpadda åter i havet och som tack fick vistas hos Ryujins dotter. Där glömmer han hur tiden går och åter på fasta land gör han ytterligare ett misstag och dör. I en mindre vanlig förlängning av sagan förvandlas han till en trana och färdas till Horaizan, de välsignades ö, där han lever vidare som odödlig. Föremål av sköldpadd anses fortfarande kunna överföra denna egenskap till sin bärare.
Minogame är ett uppskattat motiv av japanska konsthantverkare, särskilt netsukesnidare, och avbildas ofta i samband med traditionella japanska bröllopsceremonier.